# Ferit Edgü
Ferit Edgü (* 24. Februar 1936 in Istanbul; † vor oder am 22. Juli 2024 ebenda) war ein türkischer Schriftsteller.

## Werdegang
Edgü studierte Malerei; von 1958 bis 1964 lebte er in Paris. Zur Ableistung des Militärdienstes kehrte er in die Türkei zurück. Seine einjährigen Erfahrungen als Lehrer in einem Dorf in der Provinz Hakkâri gingen in seinen zweiten Roman 0 (1977) ein, mit dem er auch international bekannt wurde. Zurück in Istanbul, war Edgü Leiter einer Werbefirma, einer Galerie und eines Verlages.
Ab 1952 veröffentlichte Edgü Gedichte, Geschichten, Romane, Kritiken und Essays in Avantgarde-Zeitschriften. Sein Roman Hakkari'de Bir Mevsim (1977; dt. 1987 als Ein Winter in Hakkari beim Unionsverlag) wurde von Erden Kıral 1983 unter dem Titel Eine Saison in Hakkari verfilmt. Edgü schrieb auch das Drehbuch für den Film Jagdzeit von 1988.

## Auszeichnungen
- 1979: Sait-Faik-Literaturpreis
- 1988: Sedat-Simavi-Preis für Literatur